# انتخابات مجلس شورای اسلامی (۱۳۶۳)
انتخابات دومین دورهٔ مجلس شورای اسلامی، در ۲۶ فروردین و ۲۷ اردیبهشت ۱۳۶۳ برگزار گردید. در این دوره از انتخابات مجلس شورای اسلامی، علاوه بر حزب جمهوری اسلامی و جامعه روحانیت مبارز و مؤتلفه اسلامی، سازمان مجاهدین انقلاب اسلامی و دفتر تحکیم وحدت نیز به رقابت پرداختند.
از مجموع ۲۴٬۱۴۳٬۴۹۸ نفر واجد حق رأی، ۱۵٬۶۰۷٬۳۰۶ رأی معادل ۶۴٫۶۴٪ واجدان در انتخابات مشارکت نمودند که در نتیجه آن، تعداد ۱۲۱ نفر به مجلس راه یافتند. تعداد ۱۳۰ نفر از نمایندگان نیز در انتخابات مرحلهٔ دوم به مجلس راه یافتند و سایر نمایندگان نیز در انتخابات میان‌دوره‌ای انتخاب شدند. در این انتخابات، کاندیداهای حزب جمهوری اسلامی و جامعه روحانیت مبارز اکثریت آراء را از آن خود کرده و به پیروزی قاطع در انتخابات دست یافتند.

## پیشینه
دومین دورهٔ انتخابات مجلس شورای اسلامی در فروردین‌ماه سال ۱۳۶۳، در حالی برگزار شد که کشور در حالت جنگ، و در وضعیت تحریم شدید سیاسی، نظامی و اقتصادی به سر می‌برد. با کنار رفتن نیروهای لیبرال، مارکسیست‌ها و نیز چپ‌ها از جمله حزب توده و سازمان مجاهدین خلق و... انتخابات مجلس دوم شورای اسلامی صحنهٔ رقابت نیروهای خط امام و انقلاب بود.

## تعداد کاندیداها
در انتخابات دومین دورهٔ مجلس شورای اسلامی، حدود ۱۵۹۲ نفر آمادگی خود را برای کاندیداتوری اعلام و ثبت‌نام نمودند که از این بین حدود ۲۶۶ نفر از داوطلبان صلاحیت‌شان توسط هیئت‌های اجرایی و شورای نگهبان رد شد. از تعداد ۱۳۲۶ نفر تأیید صلاحیت شده، ۱۱۵ نفر اعلام انصراف نمودند.

## برگزاری انتخابات
برگزاری انتخابات این دورهٔ مجلس با تصرف بخش‌هایی از مناطق مرزی کشور توسط نیروهای بعثی عراق مصادف بود. ولی با این وجود، انتخابات در ۱۹۳ حوزهٔ انتخابیه برای انتخاب ۲۷۰ نماینده در موعد مقرر برگزار شد. نحوهٔ اجرای انتخابات نیز به سه صورت برگزار شد: 
1. سراسری مستقیم
2. سراسری غیرمستقیم
3. سراسری برای اقلیت‌های دینی.

انتخابات سراسری مستقیم شامل ۱۸۷ حوزه انتخابیه بود و انتخابات سراسری غیرمستقیم در شهرهای جنگ‌زده شامل آباده، دهلران، مهران، دشت آزادگان، قصرشیرین و خرمشهر انجام شد. انتخابات سراسری برای اقلیت‌های دینی نیز شامل ارامنه شمال و ارامنه جنوب، آشوری و کلدانی، کلیمیان و زرتشتیان بود.
مرحله دوم انتخابات در تاریخ ۲۷ اردیبهشت برگزار گردید. در این انتخابات ۶٬۰۵۶٬۷۰۶ نفر شرکت کردند که ۱۳۰ نفر از نمایندگان در این مرحله انتخاب شدند. انتخابات میان دوره‌ای نیز در تاریخ‌های ۱۳۶۳/۵/۱۸، ۱۳۶۳/۶/۲۳، ۱۳۶۳/۸/۴، ۱۳۶۵/۵/۱۰ و ۱۳۶۵/۸/۱۶ برگزار شد.